# Deutsche Industrieanlagen Gesellschaft
Die Deutsche Industrieanlagen Gesellschaft mbH (DIAG) ist ein deutsches Unternehmen.

## Geschichte
Die Deutsche Industrieanlagen Gesellschaft entstand Mitte der 1960er auf Initiative der Bundesregierung als ein Zusammenschluss von mehreren Berliner Unternehmen:
- Borsig AG (bundeseigen),
- Berliner Maschinenbau-AG vormals L. Schwartzkopff, Berlin,
- Alkett Maschinenbau GmbH,
- Ludwig Loewe & Co. AG,
- Typograph GmbH,
- Hartung-Jachmann GmbH
- Fritz Werner Verwaltungs-GmbH

Am 9. August 1966 unterzeichnete Bundesschatzminister Werner Dollinger den Fusionsvertrag im Hotel Kempinski in Berlin. Zum Zeitpunkt der Fusion vereinigte die Gesellschaft 80 Millionen DM Kapital sowie 12.600 Beschäftigte und erreichte einen Umsatz von 400 Millionen DM.
Die Gesellschaft war zu 90 Prozent im Eigentum des Bundes. Die übrigen zehn Prozent hielt die Bank Berliner Handels-Gesellschaft. Erster Geschäftsführer wurde der promovierte Jurist Rudolf Meyer, der zuvor die Fritz-Werner-Gruppe saniert hatte. Ab Ende der 1960er Jahre hatte die Gesellschaft ihren Sitz im Schloss Reichartshausen in Oestrich-Winkel am Rhein.
1980 setzte das Unternehmen 500 Millionen DM um.  1990 verkaufte der Bund das Unternehmen an MAN. Zusammen mit anderen Unternehmenseinheiten wurde es 2002 als MAN Ferrostaal Industrieanlagen, mit Sitz in Geisenheim, ausgegliedert. Nach einer Periode als Ferrostaal Industrieanlagen GmbH firmiert das Unternehmen seit 2018 wieder größtenteils unter DIAG, beziehungsweise DG Industries GmbH.